# Heinz Tobien
Heinz Tobien (8 de abril de 1911, Brunswick - 14 de marzo de 1993, Maguncia) fue un paleontólogo alemán, conocido por su trabajo en el sitio fosilífero de Messel. Fue el principal impulsor del trabajo de investigación en el yacimiento durante la década de 1960. Ocupaba el cargo de director en el Institut für Geowissenschaften de la Universidad de Maguncia. Su especialidad eran los mamíferos de la Era Cenozoica.

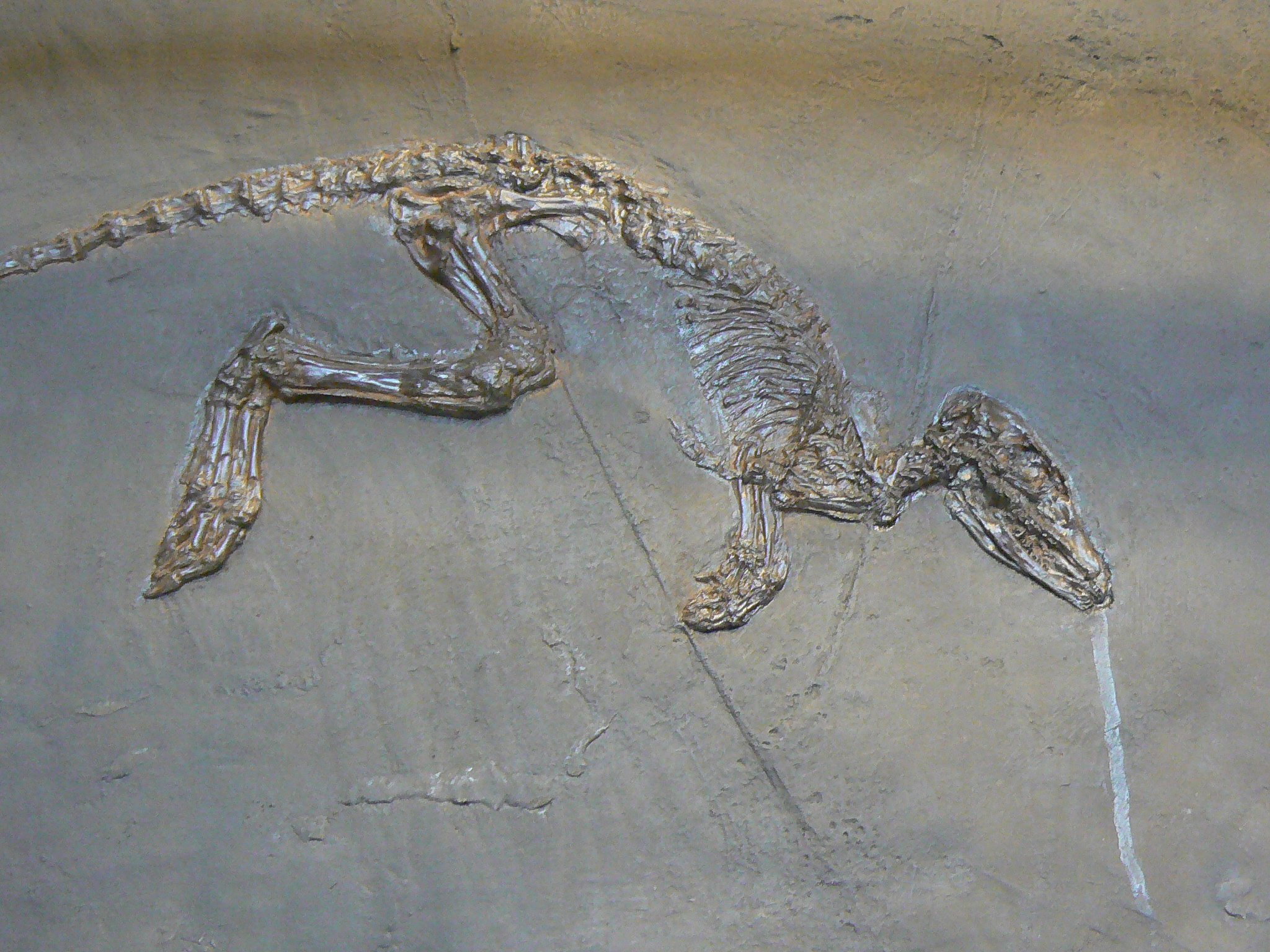
Tobien describió la especie Leptictidium auderiense en el año 1962.

Estudió numerosos yacimientos cenozoicos en la región de Maguncia. En estas excavaciones presentó descripciones detalladas de insectívoros y roedores, como en el yacimiento de Tomerdingen. En Neuleiningen excavó, junto con Franz Malec, diversos ejemplares de mamíferos de las familias Erinaceidae, Soricidae, y Talpidae.
En 1984 fue nombrado miembro honorífico de la Rheinische Naturforschende Gesellschaft. En 1987, en honor a su setenta y cinco aniversario, Gerhard Storch y Wighart von Koenigswald le dedicaron una nueva especie de Leptictidium, llamada L. tobieni.
Entre otros, describió los siguientes géneros y especies:
- Geotrypus (G. tomerdingensis)[2]
- Leptictidium (L. auderiense)[3]
- Masillabune (M. martini)[3]
- Sinomastodon (S. intermedius)[3]
- Sivachoerus giganteus[3]

## Publicaciones
Estas son algunas de las obras de Heinz Tobien:
- Die Insektenfresser und Nagetiere aus den aquitanen Spaltenfüllung bei Tomerdingen (Ulmer Alb). Friburg: Berichte der Naturforschenden Gesellschaft. 1939.
- Die oberpliozäne Säugerfauna von Wölfersheim / Wetterau. Zeitschrift der deutschen geologischen Gesellschaft. 1953.
- Zur Geschichte der Pferdeartigen Unpaarhufer im Tertiär Europas. Zeitschrift der deutschen geologischen Gesellschaft. 1960.
- Insectivoren (Mammalia) aus dem Mitteleozän (Lutetium) von Messel bei Darmstadt. Wiesbaden: Notizbl. hess. Landesamt. Bodenforsch. 1962.
- Insecten-Frasspüren an tertiän und pleistozänen Säugertier-Knochen. Senckenbergiana Lethaea. 1965.
- On the evolution of Mastodonts (Proboscidea, Mammalia). Wiesbaden: Hessisches Landesamt für Bodenforschung. 1973. OCLC 30821866.
- Die Säugerreste-führenden Spalltenfüllungen des älteren Pleistozäns von Neuleiningen bei Grünstadt (Pfalz) (Vorläufige Mitteilung) (amb F. Malec). Magúncia: Mainzer Geowissenschaftliche Mitteilungen. 1976.
- Säugerfauna von der Grenze Pliozän / Pleistozän in Rheinhessen. 1. Die Spaltenfüllungen von Gundersheim bei Worms. Magúncia: Mainzer Geowissenschaftliche Mitteilungen. 1980.
- Taxonomic status of some Cenozoic mammalian faunas from the Mainz Basin. Magúncia: Mainzer Geowissenschaftliche Mitteilungen. 1980.
- Mastodons (Proboscidea, Mammalia) from the Late Neogene and Early Pleistocene of the People’s Republic of China. Part I, Historical Account (amb G. F. Chen, i Y. Q. Li). Magúncia: Mainzer Geowissenschaftliche Mitteilungen. 1986.
- Nordwestdeutschland im Tertiär. Berlin: Gebr. Borntraeger. 1986.
- Bemerkungen zur Altersstellung der almiozänen Säugerfauna von Frankfurt / Nordbassin und der präbasaltichen Sedimentfolgen im Untergrund von Frankfurt am Main. Geologisches Jahrbuch von Hessen. 1987.

## Abreviatura (zoología)
La abreviatura Tobien  se emplea para indicar a Heinz Tobien como autoridad en la descripción y taxonomía en zoología.